# Livros plúmbeos do Sacromonte
Os Livros plúmbeos do Sacromonte são um conjunto de 22 placas de chumbo com desenhos indecifráveis, textos em latim e estranhos caracteres árabes supostamente encontrados entre 1595 e 1599 num arrabalde da cidade de Granada, sul de Espanha, que depois se tornou o bairro do Sacromonte que ainda hoje existe.
Apesar da sua autenticidade ter sido questionada pouco depois da descoberta, nomeadamente pelo historiador Luis Tribaldos de Toledo (1558–1636), e em  1682 terem sido declarados falsos e heréticos por um breve apostólico do Papa Inocêncio XI,[a] chegaram a ser interpretados como o quinto evangelho revelado pela Virgem em árabe para ser divulgado em Espanha. Atualmente são considerados a mais famosa falsificação histórica alguma vez feita em Espanha.
Supostamente foram desenterrados junto com restos humanos no Sacromonte, que então se chamava  Monte Valparaíso. Também se lhes associam os achados da Torre Turpiana, no centro da mesma cidade, datados de 1588, quando teriam sido descobertos ossos dentro de uma caixa metálica que também continha um pergaminho (igualmente poliglota) e uma imagem da Virgem, que falava do mártir São Cecílio, um árabe cristão que teria acompanhado o apóstolo Santiago Maior na evangelização da Hispânia.
A análise filológica histórica parece apontar para que a falsificação pode ter sido obra de mouriscos de classe social elevada que tentava, conciliar o cristianismo com o islamismo no período que se seguiu à rebelião das Alpujarras (1568–1571). Apesar das dúvidas levantadas sobre a sua autenticidade, o bispo de Granada de então, Pedro Vaca de Castro y Quiñones, promoveu várias traduções que aumentaram a confusão. Os livros estiveram em Roma desde o século XVII até 2000, quando foram devolvidas a Granada. Atualmente estão na Abadia do Sacromonte.